# Taj Mahal (musicien)
 (juin 2021).
Si vous disposez d'ouvrages ou d'articles de référence ou si vous connaissez des sites web de qualité traitant du thème abordé ici, merci de compléter l'article en donnant les références utiles à sa vérifiabilité et en les liant à la section « Notes et références ».
Pour les articles homonymes, voir Taj, Mahal (homonymie), Taj Mahal (homonymie), Saint-Clair et Fredericks (homonymie).
Henry St Claire Fredericks, dit Taj Mahal, est un musicien de blues américain né le 17 mai 1942 à New York, dans le quartier de Harlem. Il est le frère de la chanteuse Carole Fredericks et le père de la chanteuse Deva Mahal.

## Biographie
Il débute au sein du groupe Rising Sons (en) avec Ry Cooder et Jesse Ed Davis, puis se tourne vers le blues et la world music. Vers 1962, le groupe joue la reprise Stateboro Blues, chanson qui les fait connaitre en 1968 lorsqu'elle est publiée sur la compilation The Rock Machine Turns You On (en raison du succès de leur prestation au The Rolling Stones Rock and Roll Circus). En 1968, l'album de reprises est publié sous le nom de Taj Mahal, et les Rising Sons ne seront plus mentionnés.
En 1990, lors d'une session d'enregistrement dans un studio à Athens (en Géorgie), Taj Mahal rencontre un groupe de musiciens maliens (dont fait alors partie Toumani Diabaté) et sympathise avec eux : de la discussion sur les liens entre le blues et la musique ouest-africaine naît l'album Kulanjan en 1999. Le titre de l'album est le nom d'un titre paru sur l'album Ancient Strings de Sidiki Diabaté (père de Toumani Diabaté).
Il a remporté trois fois le Grammy Award du meilleur album de blues contemporain :
- en 1998, pour son album Señor Blues,
- en 2001, pour Shoutin’ In Key, en collaboration avec The Phantom Blues Band (Tony Braunagel, Denny Freeman, Larry Fulcher, Darrell Leonard, Joe Sublett, Mick Weaver)[1],
- en 2018, en collaboration avec Keb' Mo' pour l'album TajMo.

Il parraine la Music Maker Relief Foundation.

## Discographie

### Albums
- 1968 : Taj Mahal (CBS) avec Ry Cooder
- 1968 : The Blues
- 1968 : The Natch'l Blues
- 1969 : Giant Steps / The Old Folks at Home
- 1971 : The Real Thing
- 1971 : Happy Just to be like I am
- 1972 : Recycling the Blues and Other Related Stuff
- 1973 : Oooh So Good'n Blues (CBS C32600)
- 1973 : Sounder Tracks
- 1974 : Taj Mahal, Mo root's
- 1976 : Taj Mahal, Satisfied'N Tickled Too
- 1977 : Taj Mahal, Evolution
- 1977 : Music Fuh Ya' (Music Para Tu)
- 1979 : Taj Mahal, Together
- 1981 : Best of Taj Mahal vol. 1
- 1986 : Taj
- 1987 : Shake Sugaree
- 1990 : Live At Ronnie Scott's (en), American Blues
- 1991 : Mule Bone, musique d'une pièce en 3 actes, sur des textes du poète américain Langston Hughes.
- 1993 : World Music
- 1993 : Dancing The Blues (BMG)
- 1993 : Follow The Drinking Gourd conte lu par Morgan Freeman sur une musique de Taj Mahal (Rabbit Ears)
- 1995 : Mumtaz Mahal avec les musiciens indiens Ravikiran et Bhatt
- 1996 : Phantom Blues - Eric Clapton à la guitare solo sur 2 chansons, Here In The Dark et (You've Got To) Love Her With A Feeling

- 1997 : Señor Blues
- 1997 : Sacred Island
- 1999 : Kulanjan avec le malien Toumani Diabaté (Rykodisc)
- 2000 : Best of Private Years (BMG)
- 2000 : Shoutin' in Key - Live avec the Phantom Blues Band (Hannibal)
- 2003 : Hanapepe Dream
- 2003 : Martin Scorsese Presents...The Blues (Sony)
- 2004 : Musicmakers With Taj Mahal (Music Maker n°49)
- 2004 : Etta Baker With Taj Mahal (Music Maker n°50)
- 2005 : Mkutano - Taj Mahal Meets The Culture Musical Club Of Zanzibar (Tradition Und Moderne GmbH)

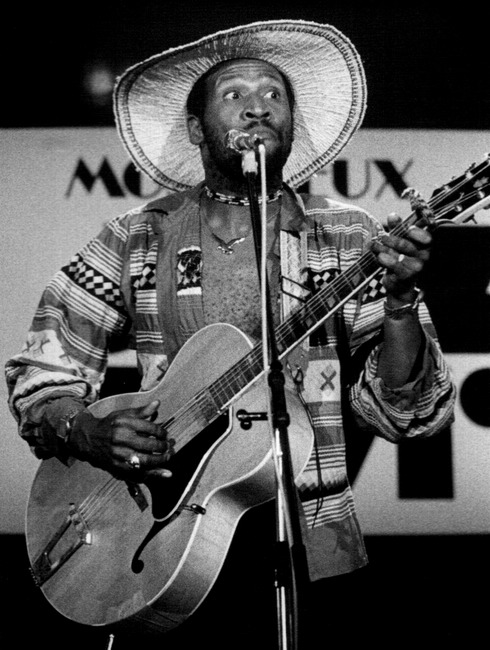
Taj Mahal en 1978

- 2008 : Maestro

### Participations
- 1990 : musique du film Hot Spot, avec John Lee Hooker et Miles Davis ;
- 1992 : Ali Farka Touré, The Source (label World Circuit) ;
- 1992 : Cedella Marley Booker, Smilin' Island Of Song ;
- 1996 : Carole Fredericks, chanson You Had It Comin' sur l'album Springfield ;
- 2007 : Johnny Hallyday, chanson T'aimer si mal sur l'album Le Cœur d'un Homme ;
- 2013 : Hugh Laurie, chanson Vicksburg Blues sur l'album Didn't It Rain.

## Filmographie
- 1972 : Sounder de Martin Ritt
- 1977 : Brothers de Arthur Barron
- 1991 : Les Folles Aventures de Bill et Ted
- 1996 : The Rock and Roll Circus, spectacle de 1968 avec les Rolling Stones, John Lennon, Jethro Tull, The Who, etc.
- 1998 : Blues Brothers 2000 de John Landis
- 1998 : 6 jours, 7 nuits  (Six Days Seven Nights)  réalisé par Ivan Reitman
- 2003 : Du Mali au Mississippi de Martin Scorsese avec Corey Harris, Ali Farka Toure, Salif Keita..
- 2004 : Taj Mahal & the phantom Blues Band in St Lucia

## Derniers concerts en France
- en 1998 au Festival Blues Passions de Cognac
- le 14 novembre 2000 au Trabendo à Paris
- le 27 juillet 2002 au New Morning à Paris
- le 6 juillet 2005 au Festival Jazz à Vienne pour la Nuit du Blues
- le 7 juillet 2005 à la Cigale à Paris
- le 29 juin 2007 au Enghien Jazz Festival
- le 3 mai 2016 au festival Jazz sous les pommiers à Coutances
- le 9 juillet 2016 à l'Olympia à Paris